# Светски куп у ватерполу за жене 1979.
Светски куп у ватерполу за жене 1979. је било прво издање овог такмичења у организацији ФИНЕ. Куп је игран у Мерсед, САД од 29. јуна до 1. јула 1979. године. Учествовало је пет екипа. Свако је играо са сваким, а победник је била репрезентација Сједињених Америчких Држава која је у коначном збиру заузела прво место на табели.

## Резултати
|                  | Сједињене Америчке Државе | Холандија | Аустралија | Канада | Нови Зеланд |
| ---------------- | ------------------------- | --------- | ---------- | ------ | ----------- |
| Сједињене Државе |                           | 6 – 6     | 8 – 7      | 7 – 4  | 12 – 2      |
| Холандија        | 6 – 6                     |           | 5 – 3      | 3 – 7  | 13 – 2      |
| Аустралија       | 7 – 8                     | 3 – 5     |            | 15 – 4 | 12 – 1      |
| Канада           | 4 – 7                     | 7 – 3     | 4 – 15     |        | 6 – 1       |
| Нови Зеланд      | 2 – 12                    | 2 – 13    | 1 – 12     | 1 – 6  |             |

## Табела
| 1 | Сједињене Државе | 4 | 3 | 1 | 0 | 33 | 19 | +14 | 7 |
| 2 | Холандија        | 4 | 2 | 1 | 1 | 27 | 18 | +9  | 5 |
| 3 | Аустралија       | 4 | 2 | 0 | 2 | 37 | 18 | +19 | 4 |
| 4 | Канада           | 4 | 2 | 0 | 2 | 21 | 26 | -5  | 4 |
| 5 | Нови Зеланд      | 4 | 0 | 0 | 4 | 6  | 43 | -37 | 0 |

## Коначан пласман
| Пласман | Репрезентација   |
| ------- | ---------------- |
| Злато   | Сједињене Државе |
| Сребро  | Холандија        |
| Бронза  | Аустралија       |
| 4.      | Канада           |
| 5.      | Нови Зеланд      |